# Agrostis trisetoides
Agrostis trisetoides é uma espécie de gramínea do gênero Agrostis, pertencente à família Poaceae.